# Hagelloch
Hagelloch ist ein Stadtteil der Universitätsstadt Tübingen und liegt etwa drei Kilometer nordwestlich des Stadtkerns. Erstmals urkundlich erwähnt wurde er im Jahr 1106. Über den Landkreis Tübingen hinaus ist Hagelloch bekannt durch seine landschaftlich schöne Lage am Rande des Schönbuchs.

## Geschichte
Hagelloch hieß früher Hagenloch. Der Name setzt sich aus Hag und Lohe (Gehölz) zusammen, also ein von einem Hag umgebenes Waldstück.
Die erste urkundliche Erwähnung stammt aus dem Jahr 1106. Als älteste Ortsherren sind die Pfalzgrafen von Tübingen nachweisbar. Pfalzgraf Gottfried verkaufte 1296 Hagelloch an das Kloster Bebenhausen. Von 1296 bis zur Auflösung des Klosteramts 1807 gehörte Hagelloch zum Kloster Bebenhausen. Armut bestimmte jahrhundertelang das Leben in Hagelloch.
Durch Realteilung entstand im 19. Jahrhundert das Bild des Kleinbauerntums. In der 1. Hälfte des 19. Jahrhunderts lebten in Hagelloch 43,1 % Handwerker (u. a. Maurer, Gipser, Zimmerleute), 18,6 % Bauern und 11,6 % Taglöhner.
Am 1. Juli 1971 wurde Hagelloch in die Kreisstadt Tübingen eingegliedert.
Seit den 1970er Jahren wurde Hagelloch ein beliebter Wohnort für Neuzugezogene. In den letzten Jahren nahm die Einwohnerzahl von 1839 im Jahr 1999 auf 1728 Ende 2008 ab.

## Bauwerke
Kirchlich war Hagelloch zunächst Filiale von Tübingen. Eine Marienkapelle wurde in Hagelloch 1474 erwähnt. 1493 wurde eine Kaplanei in Hagelloch gestiftet. 1534 wurde die Reformation eingeführt und spätestens seit 1545 ist Hagelloch eigene evangelische Pfarrei, deren Kirchengemeinde zum Kirchenbezirk Tübingen gehört. Die heutige evangelische Kirche wurde 1904/05 im neoromanischen Stil erbaut. Architekt war Baurat Theophil Frey aus Stuttgart. 1953 und 1998 wurde die Kirche renoviert. Die Innenausstattung wurde teilweise von der alten Kirche übernommen, so etwa die Stützsäulen der Emporen von 1633 und 1732, das Kruzifix von 1750 und das Tafelbild "Predigt Christi am See Genezareth" von Elisabeth Horlacher aus der Mitte des 19. Jahrhunderts und weitere Bilder, die Martin Luther und Philipp Melanchthon zeigen. Die drei Chorfenster (Geburt, Kreuzigung, Auferstehung) wurden von Theodor Bauerle entworfen und 1904 von der Stuttgarter Glasmalereiwerkstatt Waldhausen & Ellenbeck ausgeführt. Die Orgel baute Friedrich Schäfer. Über dem Hauptportal steht eine Christusstatue von Albert Gäckle aus Stuttgart.

## Veranstaltungen
Das dörfliche Leben wird durch die Feste der Vereine bereichert und geprägt. Es finden über das Jahr verteilt Konzerte statt. Der TSV richtet zusammen mit der Freiwilligen Feuerwehr das Sportwochenende und den Triathlon aus. Der Musikverein bietet zusätzlich sein zweitägiges Sommerfest. Der CVJM richtet ein Handballturnier und sein Jahresfest im Kreuzberg aus. Traditionell findet am 30. April die Maikundgebung am Rathaus statt. Diese wird musikalisch vom Musikverein und Liederkranz gestaltet; der TSV stellt dabei den Maibaum. In den ersten drei Sommerferientagen findet das Open-Air-Kino des Dorf- und Kulturvereins im Schulhof statt. 2014 wollen die Hagellocher Vereine gemeinsam ein Blütenfest ausrichten, um der Landschaft, um die Hagelloch allgemein beneidet wird, gerecht zu werden.

## Nahverkehr
In Hagelloch verkehren die Buslinien 8 und 18 sowie die Nachtbuslinie N97 des Stadtverkehrs Tübingen. Die  nächstgelegene Eisenbahnstation ist Tübingen West, die mit der Linie 20 erreicht werden kann. Es gilt die Tarifgemeinschaft naldo.

## Söhne des Ortes
- Hermann Breitenbach (1883–1967), Schweizer Altphilologe
- Karl Schneck (1886–1943), Politiker der KPD
- Ferdinand Zeeb (1894–1954), Politiker der KPD